# Pathogenitätsindex
Der Pathogenitätsindex (PI) ist eine Kennzahl in der Virologie, um die krankheitsauslösende Eigenschaft (Virulenz) verschiedener Virusisolate untereinander zu vergleichen und ihre Gefährlichkeit für eine Tierpopulation zu beurteilen. Die Indices werden nur bei der Charakterisierung des Newcastle-Disease-Virus (NDV) als Erreger der Newcastle-Krankheit und bei Influenzavirus-Subtypen der Geflügelpest verwendet. Je höher der Index, desto virulenter ist der untersuchte Virusstamm.
Die verschiedenen Pathogenitätsindices haben ihre Bedeutung in der Überwachung der beiden Erkrankungen bei Vögeln zur Gefahrenabwehr einer Tierseuche, aber auch bei der Zulassung von attenuierten Lebendimpfstoffen und inaktivierten Totimpfstoffen.

Bei der Bestimmung der Indices werden Viruspräparationen einer festgelegten Verdünnung in das Gehirn (Intrazerebraler Pathogenitätsindex ICPI) von frisch geschlüpften Hühnerküken (Gallus gallus domesticus) oder eine Venen (Intravenöser Pathogenitätsindex IVPI) von erwachsenen Hühnern injiziert. Das Auftreten von Erkrankungszeichen oder der Tod der Tiere wird in den folgenden Tagen beobachtet und aus diesen Daten der Index berechnet. Aufgrund tierseuchenrechtlicher Bestimmungen ist die Durchführung und Bewertung der ICPI- und IVPI-Testung standardisiert und für die Europäische Union seit 1993 einheitlich gesetzlich geregelt.

## Intrazerebraler Pathogenitätsindex (ICPI)
Verschiedene Isolate des Newcastle-Disease-Virus unterscheiden sich hinsichtlich ihrer Virulenz erheblich, ein alleiniger Nachweis des Virus reicht zur Beurteilung seiner Gefährdung also nicht aus. Nur Virusstämme des NDV ab einem Indexwert des ICPI von mehr als 0,7 werden als seuchenrechtlich relevant eingestuft; nur dann werden auch Bekämpfungsmaßnahmen eingeleitet.

### Durchführung
Zur Bestimmung des ICPI wird Allantoisflüssigkeit von infizierten und bebrüteten Hühnereiern entnommen und der Virustiter darin mit einem Hämagglutinationshemmtest bestimmt. Bei einem Titer von mindestens 1:24 wird die Flüssigkeit 1:10 mit isotonischer Kochsalzlösung verdünnt.
Von dem so hergestellten Viruspräparat werden 0,05 ml in das Hirngewebe von zehn Eintagsküken (Küken, deren Schlupfzeitpunkt 24 – 40 Stunden zurückliegt) injiziert. Die Tiere werden dann acht Tage lang alle 24 Stunden kontrolliert und nach Krankheitszeichen untersucht. Die Bewertung erfolgt jeweils im Tagesschema nach gesund (0 Punkte), erkrankt (1) und tot (2).

### Auswertung
Die Berechnung des Index erfolgt nun nach dem Tagesschema, der vergebenen Punktzahl und der Anzahl der Tiere nach folgender Beispiel-Tabelle eines Tests:
| Symptome | Tage nach Beimpfung (Anzahl Tiere) | Tage nach Beimpfung (Anzahl Tiere) | Tage nach Beimpfung (Anzahl Tiere) | Tage nach Beimpfung (Anzahl Tiere) | Tage nach Beimpfung (Anzahl Tiere) | Tage nach Beimpfung (Anzahl Tiere) | Tage nach Beimpfung (Anzahl Tiere) | Tage nach Beimpfung (Anzahl Tiere) | Summe | x Punkte | Bewertung |
| -------- | ---------------------------------- | ---------------------------------- | ---------------------------------- | ---------------------------------- | ---------------------------------- | ---------------------------------- | ---------------------------------- | ---------------------------------- | ----- | -------- | --------- |
| Symptome | 1                                  | 2                                  | 3                                  | 4                                  | 5                                  | 6                                  | 7                                  | 8                                  | Summe | x Punkte | Bewertung |
| gesund   | 10                                 | 8                                  | 3                                  | 0                                  | 0                                  | 0                                  | 0                                  | 0                                  | 21    | 21 × 0   | = 0       |
| erkrankt | 0                                  | 2                                  | 7                                  | 10                                 | 8                                  | 1                                  | 0                                  | 0                                  | 28    | 28 × 1   | = 28      |
| tot      | 0                                  | 0                                  | 0                                  | 0                                  | 2                                  | 9                                  | 10                                 | 10                                 | 31    | 31 × 2   | = 62      |

Die Bewertungspunkte werden nun addiert (0 + 28 + 62 = 90) und auf die Anzahl Tiere (10) und Prüftage (8) bezogen. Dies ergibt den Durchschnittswert je Tier und Prüfung, der als Pathogenitätsindex definiert ist: ICPI = 90/(8 × 10) = 1,125.

## Intravenöser Pathogenitätsindex (IVPI)
Zur Untersuchung von Influenza-Virusstämmen, die eine Geflügelpest verursachen können, dient überwiegend der Intravenöse Pathogenitätsindex (IVPI). Ein Virusstamm mit einem IVPI von mindestens 1,2 gilt als krankheitsauslösend und ist damit als möglicher Erreger einer Tierseuche relevant.

### Durchführung
Ähnlich wie beim ICPI-Test wird zur Bestimmung des IVPI infizierte Allantoisflüssigkeit verwendet. Diese wird 1:10 in isotonischer Kochsalzlösung verdünnt und davon 0,1 ml intravenös in zehn, mindestens sechs Wochen alte Hühner injiziert. Die Tiere werden danach zehn Tage beobachtet und täglich nach Krankheitssymptomen untersucht. Die Punktbewertung ist gesund (0 Punkte), erkrankt (1), schwer erkrankt (2) und tot (3).

### Auswertung
Die Ermittlung des IVPI erfolgt nach einer dem ICPI ähnlichen Tabelle wie im folgenden Beispiel:
| Symptome    | Tage nach Beimpfung (Anzahl Tiere) | Tage nach Beimpfung (Anzahl Tiere) | Tage nach Beimpfung (Anzahl Tiere) | Tage nach Beimpfung (Anzahl Tiere) | Tage nach Beimpfung (Anzahl Tiere) | Tage nach Beimpfung (Anzahl Tiere) | Tage nach Beimpfung (Anzahl Tiere) | Tage nach Beimpfung (Anzahl Tiere) | Tage nach Beimpfung (Anzahl Tiere) | Tage nach Beimpfung (Anzahl Tiere) | Summe | x Punkte | Bewertung |
| ----------- | ---------------------------------- | ---------------------------------- | ---------------------------------- | ---------------------------------- | ---------------------------------- | ---------------------------------- | ---------------------------------- | ---------------------------------- | ---------------------------------- | ---------------------------------- | ----- | -------- | --------- |
| Symptome    | 1                                  | 2                                  | 3                                  | 4                                  | 5                                  | 6                                  | 7                                  | 8                                  | 9                                  | 10                                 | Summe | x Punkte | Bewertung |
| gesund      | 10                                 | 10                                 | 8                                  | 1                                  | 0                                  | 0                                  | 0                                  | 0                                  | 0                                  | 0                                  | 29    | 29 × 0   | = 0       |
| erkrankt    | 0                                  | 0                                  | 2                                  | 8                                  | 6                                  | 0                                  | 0                                  | 0                                  | 0                                  | 0                                  | 16    | 16 × 1   | = 16      |
| schwerkrank | 0                                  | 0                                  | 0                                  | 1                                  | 3                                  | 8                                  | 1                                  | 0                                  | 0                                  | 0                                  | 13    | 13 × 2   | = 26      |
| tot         | 0                                  | 0                                  | 0                                  | 0                                  | 1                                  | 2                                  | 9                                  | 10                                 | 10                                 | 10                                 | 42    | 42 × 3   | = 126     |

Die Bewertungspunkte werden nun wieder addiert (0 + 16 + 26 + 126 = 168) und auf die Anzahl Tiere (10) und Prüftage (10) bezogen. Dies ergibt den Durchschnittswert je Tier und Prüfung: IVPI = 168 / (10 × 10) = 1,68.

## ICPI bei der Impfstoffherstellung
Bei der Herstellung attenuierter Lebendimpfstoffe gegen das Newcastle-Disease-Virus dürfen nur solche Virusstämme verwendet werden, deren ursprünglicher Stamm (Originalsaatvirus, master seed virus) folgenden ICPI-Werten genügt:
- ICPI kleiner als 0,4 (wenn jeder Vogel im ICPI-Test nicht weniger als eine Infektionsdosis von 107 EID50 erhalten hat), oder
- ICPI kleiner als 0,5 (wenn jeder Vogel im ICPI-Test nicht weniger als 108 EID50 erhalten hat)

Inaktivierte Totimpfstoffe gegen das NDV müssen aus einem ursprünglichen Virusstamm hergestellt werden, der bei einer Infektionsdosis von mindestens 108 EID50 einen ICPI unter 0,7 aufweist.